# Попов, Вячеслав Валерьевич
Вячесла́в Вале́рьевич Попо́в — российский футбольный судья. Обслуживал матчи РПЛ.

## Карьера
В 2006—2007 годах обслуживал матчи турнира дублёров РФПЛ (первая игра — «Томь» — «Луч-Энергия» 12 мая 2006 года). С 30 марта 2008 года судит игры первого дивизиона (дебют — «Анжи» — «СКА-Энергия»). В том же году начал привлекаться к матчам РФПЛ в качестве резервного арбитра (с матча 4 тура «Рубин» — «Томь»).
30 июня 2008 года впервые в качестве главного арбитра провёл матч Кубка России, в котором красноярский «Металлург-Енисей» принимал «Смену» (1/32 финала).
2 мая 2009 года дебютировал в качестве главного судьи матча Премьер-лиги (7-й тур, «Амкар» — «Москва»).
15 июля 2010 года работал на матче Лиги Европы «Бешикташ» — «Викингур» в качестве резервного судьи.
До 2009 года судил матчи чемпионата России по хоккею с мячом.